# Anselmo Llorente (Costa Rica)
Anselmo Llorente, o usualmente acortado a Llorente, es un distrito del cantón de Tibás, en la provincia de San José, de Costa Rica.

## Toponimia
El nombre del distrito proviene en honor a Joaquín Anselmo Llorente y La Fuente, primer obispo de Costa Rica y Benemérito de la Patria desde el 22 de febrero de 1950.

## Historia
El distrito de Anselmo Llorente fue segregado del distrito de San Juan el día 8 de enero de 1953 por medio de Decreto Ejecutivo 1.

## Geografía
Anselmo Llorente cuenta con un área de 1,37 km² y una altitud media de 1155 m s. n. m.

## Demografía
Para el año 2022, Anselmo Llorente cuenta con una población estimada de 10 521 habitantes, y para el último censo efectuado, en 2011, Anselmo Llorente contaba con una población de 9986 habitantes.

## Localidades
- Barrios: Anselmo Llorente (centro), Apolo, Dalia, Dana, Estancia, Fletcher, Franjo, Ida, Jardines de Tibás, Jardines La Trinidad, Montereal, Monterreal, Nuevo (comparte con San Juan), Palmeras, Santa Mónica, Talamanca, Trinidad, Vergel, Villa Bonita, Villa Jade.

## Cultura

### Educación
Ubicadas propiamente en el distrito de Anselmo Llorente se encuentran los siguientes centros educativos:
- Escuela Monseñor Anselmo Llorente y La Fuente
- Kamuk School
- Universidad Libre de Iberoamerica (UNIBE)
- Universidad Hispanoamericana de Costa Rica

## Transporte

### Carreteras
Al distrito lo atraviesan las siguientes rutas nacionales de carretera:
- Ruta nacional 32
- Ruta nacional 39
- Ruta nacional 101
- Ruta nacional 102
- Ruta nacional 117

## Concejo de distrito
El concejo de distrito de Anselmo Llorente vigila la actividad municipal y colabora con los respectivos distritos de su cantón. También está llamado a canalizar las necesidades y los intereses del distrito, por medio de la presentación de proyectos específicos ante el Concejo Municipal. El presidente del concejo del distrito es el síndico propietario del partido Liberación Nacional, Julián Alberto Umaña Hernández.
El concejo del distrito se integra por:
| #                       | Partido                     | Nombre                         |
| Síndico propietario     | Síndico propietario         | Síndico propietario            |
| ----------------------- | --------------------------- | ------------------------------ |
| 1                       | Partido Liberación Nacional | Julián Alberto Umaña Hernández |
| Síndico suplente        |                             |                                |
| 2                       | Partido Liberación Nacional | Gerlyn Tatiana Araya Díaz      |
| Concejales propietarios |                             |                                |
| 3                       | Partido Liberación Nacional | Edith María Núñez Araya        |
| 4                       | Partido Liberación Nacional | Eliécer Cubillo Leal           |
| 5                       | Coalición Somos Tibás       | Ana María Meza Monge           |
| 6                       | Coalición Somos Tibás       | Javier Otárola Bocker          |
| Concejales suplentes    |                             |                                |
| 7                       | Partido Liberación Nacional | Rodolfo Anchía Cambronero      |
| 8                       | Partido Liberación Nacional | Vanessa Jiménez Moreira        |
| 9                       | Coalición Somos Tibás       | Javier Francisco Gamboa Peraza |
| 10                      | Coalición Somos Tibás       | María Lorena Villalobos Solís  |